# Fritz Zürcher

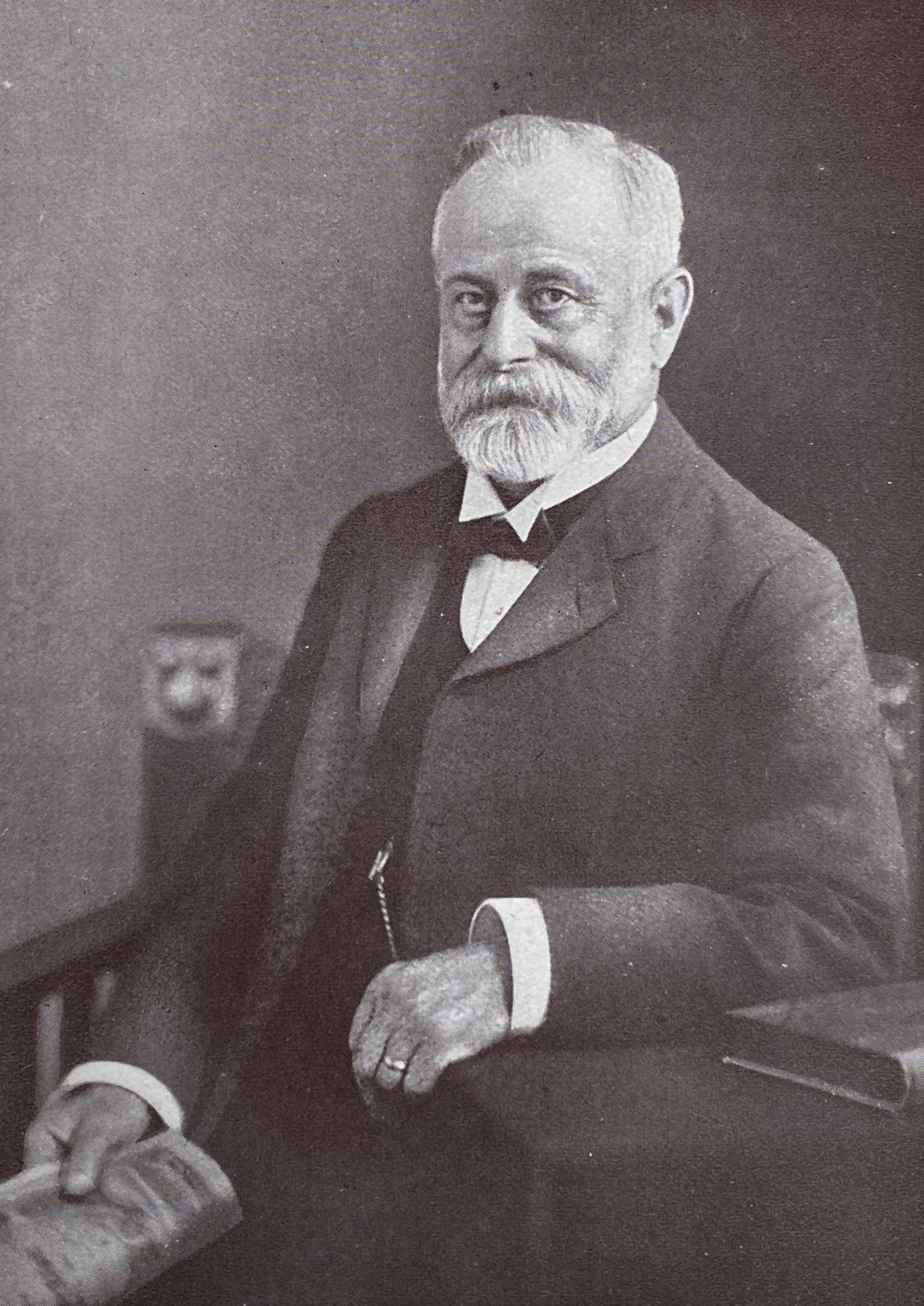
Fritz Zürcher (um 1915)

Fritz Zürcher (* 18. März 1845 in Wolfhalden; † 13. Juli 1920 in Teufen; heimatberechtigt in Teufen) war ein Schweizer Textilunternehmer und Politiker aus dem Kanton Appenzell Ausserrhoden.

## Leben
Fritz Zürcher kam als Sohn von Pfarrer Daniel Zürcher und Maria Elisabeth Emilia Lieb in Wolfhalden zur Welt. 1879 heiratete er die Lehrerin Hedwig Zuberbühler, eine Tochter des Optikers Johann Jakob Zuberbühler.
Zürcher besuchte die Merkantilabteilung der Kantonsschule Trogen und absolvierte eine kaufmännische Lehre in einem kleinen Textilexporthaus in St. Gallen. Ab 1864 war er alleiniger Angestellter der Stickereiexportfirma Mösch in Bühler, die er nach dem Tod des Besitzers auf Ansuchen der Vormundschaftsbehörde von 1867 bis 1870 interimistisch führte. Von 1870 bis 1872 hatte er eine leitende Stellung in einem St. Galler Exporthaus. In Teufen gründete er 1872 die Handelsfirma Zürcher & Egger, Weisswarenfabrikation und -export. Bis 1909 war er deren Geschäftsleiter.
Politisch engagierte Zürcher sich von 1896 bis 1902 im Kantonsrat von Appenzell Ausserrhoden. 1901 erwarb er die 1899 gegründete Kinderheilanstalt Sanitas in Teufen AR, die er stark förderte und finanziell unterstützte. 1921 wurde die Stiftung Fritz Zürcher errichtet.